# Babels i babilònies
Babels i babilònies és el títol d'un llibre de Joan Fuster i Ortells publicat per editorial Moll l'any 1972 a Palma. El nom del llibre fou una ocurrència de Josep Palàcios.
Consisteix en un recull de texts sobre temes d'actualitat (tolerància, violència, revolució sexual, inconformisme, moral, moda) a la dècada de 1960 i 1970. El títol de l'obra fa referència al mite de la confusió que representa la Torre de Babel i la manca de comprensió per la diversitat de llengües i cultures, així com la pluralitat de grans nuclis de població, equiparats amb Babilònia.